# Episodi di Iron Man (serie animata 1994) (seconda stagione)
La seconda stagione di Iron Man è andata in onda negli Stati Uniti dal 1995 al 1996 ed è composta da 13 episodi.
| Nº st. | Nº tot. | Titolo                                   | Titolo originale               | Prima TV Stati Uniti |
| ------ | ------- | ---------------------------------------- | ------------------------------ | -------------------- |
| 1      | 14      | La furia del dragone                     | The Beast Within               | 23 settembre 1995    |
| 2      | 15      | Di acqua e di fuoco                      | Fire and Rain                  | 30 settembre 1995    |
| 3      | 16      | La stella cadente                        | Cell of Iron                   | 7 ottobre 1995       |
| 4      | 17      | Il ritorno                               | Not Far from the Tree          | 14 ottobre 1995      |
| 5      | 18      | L'occhio di Iside                        | Beauty Knows No Pain           | 21 ottobre 1995      |
| 6      | 19      | Viaggio incredibile                      | Iron Man, on the Inside        | 4 novembre 1995      |
| 7      | 20      | Confini lontani                          | Distant Boundaries             | 11 novembre 1995     |
| 8      | 21      | La guerra delle armature - Prima parte   | The Armor Wars - Part I        | 18 novembre 1995     |
| 9      | 22      | La guerra delle armature - Seconda parte | The Armor Wars - Part II       | 25 novembre 1995     |
| 10     | 23      | L'ombra del Mandarino                    | Empowered                      | 3 febbraio 1996      |
| 11     | 24      | Hulk Buster                              | Hulk Buster                    | 10 febbraio 1996     |
| 12     | 25      | Nelle mani del Mandarino - Prima parte   | Hands of the Mandarin - Part I | 17 febbraio 1996     |
| 13     | 26      | Nelle mani del Mandarino - Seconda parte | Hands of the Mandarin - Part 2 | 24 febbraio 1996     |

## La furia del dragone
- Titolo originale: The Beast Within
- Prima TV Stati Uniti: 23 settembre 1995

Tony Stark subisce alcuni attentati alla sua vita e così chiede all'agente Nick Fury di indagare al riguardo, in quanto crede che sia colpa di Justin Hammer. Fury gli dice di non poter fare niente poiché non ci sono prove e perché al momento sta indagando sulla sparizione di quattro ricchi industriali che, secondo una fotografia, sembra siano andati in Cina. Tony analizza la foto e, dopo averci visto l'ombra di Fin Fang Foom, decide di partire per la Cina in aereo. Durante il volo viene tuttavia attaccato da alcuni uomini del Mandarino che, apparentemente, lo uccidono. Intanto i quattro industriali incontrano il Mandarino e Fin Fang Foom, e si scopre che i quattro, come quest'ultimo, sono in realtà dei draghi alieni che si sono trasformati in esseri umani e, d'accordo col Mandarino, vogliono che lui li trasformi nuovamente in draghi grazie al potere dei suoi anelli e loro, in cambio, eseguiranno i suoi ordini. I quattro vengono trasformati ma decidono di non mantenere la parola, preferendo aprire un portale per il loro mondo, Kakaranthara, per poter conquistare la Terra. Per fermarli il Mandarino deve temporaneamente allearsi con Iron Man, che si scopre essere ancora vivo. I draghi vengono sconfitti, ma il Mandarino perde i suoi anelli magici e Tony ha una discussione con War Machine, la Donna Ragno, Scarlet, Occhio di Falco e Century che, rimanendo delusi dal suo comportamento, avendo finto di essere morto, decidono di andarsene, abbandonandolo. Solo War Machine e la Donna Ragno rimangono.

## Di acqua e di fuoco
- Titolo originale: Fire and Rain
- Prima TV Stati Uniti: 30 settembre 1995

Durante una missione, War Machine rischia di morire annegato, rimanendo parecchio segnato da ciò. Più tardi un uomo mascherato che si fa chiamare Firebrand, che ha causato un ingente problema elettrico alle industrie Stark, minaccia di causare danni maggiori nel caso in cui non gli vengano consegnati dieci milioni di dollari. Tony si rende conto che Firebrand è in realtà il figlio di Simon Gilbert (un uomo morto in un'esplosione nel tentativo di sabotare le industrie Stark) e che ora vuole vendicare la morte del padre. Firebrand fa tuttavia esplodere una diga e Iron Man, giunto per fermarlo, viene travolto dall'acqua. Per salvare la situazione War Machine è perciò costretto a superare la sua paura dell'acqua. Dopo la sconfitta di Firebrand, Jim Rhodes decide di non vestire più i panni di War Machine.

## La stella cadente
- Titolo originale: Cell of Iron
- Prima TV Stati Uniti: 7 ottobre 1995

Dopo che una scuola subisce un incendio, l'organizzazione criminale A.I.M. rivela di esserne l'artefice, minacciando di far saltare in aria le città più popolate del mondo. Iron Man, indagando, scopre che in realtà il colpevole è lo scienziato Arthur Dearborn, che vive in una stazione spaziale chiamata Star Well, che funge da potentissimo generatore elettrico che ha creato con lo scopo di donare alla Terra energia illimitata. Lo scienziato non ha appositamente incendiato la scuola, trattandosi di un incidente dovuto al fatto che, durante un esperimento, fosse stato intercettato dall'organizzazione criminale. Dato che la base spaziale viene attaccata dall'A.I.M., intenzionata a impossessarsene, Iron Man capisce che l'unico modo per risolvere la situazione è distruggerla, ma Dearborn non può farlo in quanto si tratta dell'unico luogo in cui possa stare senza recare danni a nessuno dato che, a seguito di un esperimento mal riuscito, ha acquisito la capacità di trasformarsi in una potente creatura chiamata Sunturion, ma il suo corpo ha cominciato a trasmettere delle radiazioni che lo rendevano mortale per chiunque gli stesse attorno. La stazione spaziale viene attaccata dall'A.I.M., e comincia a precipitare verso New York, così Dearborn decide di sacrificare la propria vita facendo esplodere lo Star Well grazie ai poteri di Sunturion.

## Il ritorno
- Titolo originale: Not Far from the Tree
- Prima TV Stati Uniti: 14 ottobre 1995

Walter Stark, il padre di Tony, viene misteriosamente ritrovato come ex prigioniero dell'A.I.M., nonostante fosse stato dato per morto per dieci anni. A malincuore Tony scopre che in realtà non si tratta del suo vero padre, bensì di un suo clone, che rapisce Tony. Questo riesce però a liberarsi e a trasformarsi in Iron Man per poi dover lottare col guerriero Dinamo Cremisi. Iron Man lo sconfigge, ma il clone di Walter Stark riesce a fuggire.

## L'occhio di Iside
- Titolo originale: Beauty Knows No Pain
- Prima TV Stati Uniti: 21 ottobre 1995

Alcuni dipendenti di Stark rimangono intrappolati in una caverna durante degli scavi in Egitto. Tony va a vedere la situazione, e scopre che l'artefice della loro sparizione è Whitney, una donna che in passato ha avuto una storia d'amore con Tony. Il volto di Whitney è rimasto sfigurato, e perciò indossa una maschera e si fa chiamare Madame Masque. Whitney obbliga quindi Tony a prendere una pietra miracolosa che si dice possa curare le ferite e, una volta che è riuscita a ottenerla, utilizza il suo potere per tornare ad avere il volto di un tempo. Un utilizzo prolungato della pietra fa tuttavia sì che Whitney assuma le sembianze della dea Iside, acquisendo capacità sovrumane e causando grossi guai nei dintorni. Tuttavia Iron Man, aiutato dalla Donna Ragno e da Jim che, per una volta, decide di tornare a vestire i panni di War Machine, riesce a sconfiggerla e a distruggere la pietra.

## Viaggio incredibile
- Titolo originale: Iron Man, on the Inside
- Prima TV Stati Uniti: 4 novembre 1995

Durante uno scontro con Ultimo, Occhio di Falco rimane gravemente ferito alla colonna vertebrale, rischiando di rimanere paralizzato o di morire. Tony vuole così inserirgli nella spina dorsale un circuito integrato che aumenterebbe notevolmente la sua possibilità di recupero ma, non esistendo tecniche chirurgiche conosciute per farlo, capisce che l'unico modo è utilizzare una sua invenzione per rimpicciolirsi e attuare lui stesso l'operazione nei panni di Iron Man, entrando all'interno del corpo di Occhio di Falco. Iron Man riesce nell'impresa, pur ritrovandosi a dover affrontare Ultimo, anche lui rimpicciolitosi. Successivamente Iron Man e Occhio di Falco fanno arrestare il ragazzo che è riuscito a comandare Ultimo a distanza, il cui scopo era di vendicarsi delle industrie di Stark perché non avevano accettato di assumerlo.

## Confini lontani
- Titolo originale: Distant Boundaries
- Prima TV Stati Uniti: 11 novembre 1995

Iron Man, aiutato da War Machine (tornato a vestire la sua armatura dopo diverso tempo) si ritrova a dover affrontare il perfido Dark Aegis, alleatosi con Titanium Man, su un pianeta alieno. Dark Aegis lo ha raso al suolo proprio per attirare l'attenzione di Iron Man, ma perfino Titanium Man non riesce a sopportare un gesto tanto crudele, e perciò si allea coi due supereroi, riuscendo a sconfiggere Dark Aegis

## La guerra delle armature - Prima parte
- Titolo originale: The Armor Wars - Part I
- Prima TV Stati Uniti: 18 novembre 1995

Dopo che Dinamo Cremisi muore in un attacco terroristico, Tony analizza la sua armatura, scoprendo che era stata realizzata utilizzando la stessa tecnologia da lui creata per le armature di Iron Man, capendo quindi che la sua invenzione è stata utilizzata per fare del male. Questa cosa lo sconvolge tremendamente, e lui si ripromette quindi di distruggere tutte le armature simili utilizzate da criminali e di scoprire chi sia il colpevole dell'accaduto. Questo fa però sì che Iron Man cominci a compiere azioni illegali (e per questo motivo Tony si vede costretto ad annunciare di averlo licenziato) e fa sì che Tony trascuri la sua vita personale, abbandonando i propri amici.

## La guerra delle armature - Seconda parte
- Titolo originale: The Armor Wars - Part II
- Prima TV Stati Uniti: 25 novembre 1995

Justin Hammer produce il robot Firepower, il cui scopo è quello di distruggere Iron Man. Tony capisce quindi che il colpevole dell'esistenza delle armature è proprio Hammer e, durante uno scontro con Firepower, viene sconfitto, e finge così che Iron Man sia morto. Tony lavora quindi a un'armatura molto grande, grazie alla quale riesce a sconfiggere Firepower, per poi cancellare dalle memorie elettroniche delle industrie di Hammer i dati relativi alle armature.

## L'ombra del Mandarino
- Titolo originale: Empowered
- Prima TV Stati Uniti: 3 febbraio 1996

MODOK trova uno degli anelli del Mandarino, ed è intenzionato a utilizzarne i poteri per conquistare il mondo. Il Mandarino tuttavia lo scopre e se ne impossessa. Intanto Iron Man riesce a scoprire dove si trova il suo nemico ma, una volta arrivato sul luogo, rischia di rimanere vittima di un'esplosione: il Mandarino aveva infatti capito che il supereroe stava arrivando.
Nota: quest'episodio funge da clip show, mostrando scene tratte dagli episodi precedenti.

## Hulk Buster
- Titolo originale: Hulk Buster
- Prima TV Stati Uniti: 10 febbraio 1996

Iron Man sta studiando uno strano fenomeno di luci nel deserto assieme a Julia, Jim e al dottor Bruce Banner, che segretamente ha il potere di trasformarsi nell'enorme mostro verde Hulk, ma Julia viene colpita da questa luce, scomparendo. La fonte della luce è uno degli anelli del Mandarino che, a contatto con la luce solare, permette di teletrasportarsi nel tempo e nello spazio. A volersene impossessare, avendone già trovato un altro, è Samuel Sterns, alias il Capo, un uomo che, dopo essere entrato in contatto con dei raggi gamma, è diventato molto intelligente, trasformandosi in un genio del male. Dopo che Iron Man e Hulk rimangono vittime del teletrasporto, Jim e il Capo si vedono costretti ad allearsi, il primo per ritrovare i suoi amici e il secondo per impossessarsi dell'anello. Iron Man, Julia e Hulk si ritrovano così al momento in cui Hulk è nato, dopo che Banner è entrato in contatto con dei raggi gamma. Il Capo vuole approfittarsene per acquisire la forza di Hulk al posto di Banner, ma viene fermato in tempo. Successivamente il Mandarino trova i due anelli, gli ultimi che gli rimanevano.
Nota: quest'episodio, assieme a Incubo in verde de I Fantastici Quattro, funge da pilota per la serie L'incredibile Hulk.

## Nelle mani del Mandarino - Prima parte
- Titolo originale: Hands of the Mandarin - Part I
- Prima TV Stati Uniti: 17 febbraio 1996

Il Mandarino, avendo preso nuovamente possesso dei suoi anelli, ha intenzione di conquistare il mondo. Riesce così a togliere l'elettricità da Manhattan, così, quando ci vanno per controllare la situazione, Iron Man e War Machine risultano notevolmente indeboliti, vedendosi quindi costretti a chiedere aiuto, oltre che alla Donna Ragno, anche a Scarlet, Occhio di Falco e Century. Iron Man si ritrova poi faccia a faccia col Mandarino che, viste le sue condizioni, riesce facilmente a metterlo fuori gioco e a scoprire la sua vera identità.

## Nelle mani del Mandarino - Seconda parte
- Titolo originale: Hands of the Mandarin - Part 2
- Prima TV Stati Uniti: 24 febbraio 1996

Il Mandarino riesce a catturare anche i compagni di Iron Man, tranne War Machine, e vuole usare la loro energia fisica per potenziare il cristallo Cuore di Tenebra, che gli permetterebbe di conquistare il mondo. Jim riesce a liberare Tony e, dopo che i due si sono ripresi dall'accaduto, tornano a liberare i loro amici. Il gruppo sconfigge poi il Mandarino che, dopo aver perso la memoria, viene ucciso da un gruppo di banditi intenzionati a rubare i suoi anelli.